# Perception figure-fond
La perception figure-fond est un principe de psychologie gestaltiste et de linguistique cognitive selon lequel nous faisons une distinction entre la figure, qui se détache et qui possède un contour défini, et le fond moins distinct. Toute perception, toute représentation mentale et toute structure sémantique se diviserait ainsi en un avant-plan et un arrière-plan.

## En psychologie

La perception figure-fond est probablement mieux connue par le dessin du vase d'Edgar Rubin,. Ce dessin illustre un des aspects principaux de l'organisation figure-fond : l'affectation des bords, et son effet sur la forme perçue. Ainsi, dans l'image ci-contre, la perception tantôt de deux visages, tantôt d'un vase dépend de la direction d'affectation zonale de la frontière perçue entre les régions noire et blanche. Si les deux bords curvilignes entre les zones noire et blanche sont affectés vers l'intérieur, la zone centrale blanche est perçue comme une forme de vase devant un fond noir. Dans ce cas, aucun visage n'est intuitivement perçu. Toutefois, si les bords sont assignés vers l'extérieur, deux visages noirs de profil seront perçus, mais pas de vase blanc.

## En linguistique
En linguistique cognitive, on considère le langage comme lié, dans sa structure sémantique, à la cognition humaine. Leonard Talmy propose ainsi l'hypothèse selon laquelle la perception figure-fond, en tant que notion gestaltiste utilisée en linguistique cognitive, serait à l'origine de structures sémantiques universelles, telles que la structure agent-patient : à un élément connu (thème) s’ajoute un élément nouveau (rhème).